# Río Isábena
Río Isábena este o arie protejată (arie specială de conservare — SAC, sit de importanță comunitară — SCI) din Spania întinsă pe o suprafață de 1.992,66 ha, integral pe uscat.

## Localizare
Centrul sitului Río Isábena este situat la coordonatele 42°24′16″N 0°33′37″E / 42.4045°N 0.56029°E.

## Înființare
Situl Río Isábena a fost declarat sit de importanță comunitară în mai 2000 pentru a proteja 6 specii de animale. Situl a fost protejat și ca arie specială de conservare în februarie 2021.

## Biodiversitate
Situată în ecoregiunile alpină și mediteraneană, aria protejată conține 15 habitate naturale: Pajiști uscate seminaturale și facies de acoperire cu tufișuri pe substraturi calcaroase (Festuco-Brometalia) (* situri importante pentru orhidee), Pajiști alpine și subalpine calcaroase, Grohotișuri termofile și vest-mediteraneene, Pajiști umede mediteraneene cu ierburi înalte de Molinio-Holoschoenion, Formațiuni de Juniperus communis pe lande sau pajiști calcaroase, Pante stâncoase calcaroase cu vegetație casmofită, Fânețe de joasă altitudine (Alopecurus pratensis, Sanguisorba officinalis), Pajiști uscate europene, Formațiuni montane de Cytisus purgans, Râuri de munte și vegetația lor lemnoasă cu Myricaria germanica, Galerii și tufărișuri riverane sudice (Nerio-Tamaricetea și Securinegion tinctoriae), Galerii de Salix alba și de Populus alba, Păduri iberice de Quercus faginea și Quercus canariensis, Pajiști cu Molinia pe soluri calcaroase, turboase sau argilos-nămoloase (Molinion caeruleae), Păduri de Quercus ilex și Quercus rotundifolia.
La baza desemnării sitului se află mai multe specii protejate:
- mamifere (3): Galemys pyrenaicus, vidră de râu (Lutra lutra), urs brun (Ursus arctos)
- nevertebrate (2): fluturele auriu (Euphydryas aurinia), rădașcă (Lucanus cervus)
- pești (1): Parachondrostoma miegii

Pe lângă speciile protejate, pe teritoriul sitului au mai fost identificate 9 specii de plante, 21 de specii de păsări, 4 specii de amfibieni, 3 specii de mamifere, 1 specie de nevertebrate, 3 specii de pești.